# Walbran Island
Walbran Island är en ö i Kanada.   Den ligger i Central Coast Regional District och provinsen British Columbia, i den sydvästra delen av landet, 3 800 km väster om huvudstaden Ottawa.
I omgivningarna runt Walbran Island växer i huvudsak barrskog. Trakten runt Walbran Island är nära nog obefolkad, med mindre än två invånare per kvadratkilometer.